# Klinggräff

Wappen derer von Klinggräff

Klinggräff, auch Klinggräf, ist der Name eines ursprünglich aus Thüringen stammenden mecklenburgischen und preußischen Adelsgeschlechts. Mehrere Generationen waren als Diplomaten und Kriegsräte für das Königreich Hannover und das Königreich Preußen tätig.

## Geschichte
Die Stammreihe des Geschlechts wird zurückgeführt auf Joachim Klinggräff, der um 1575 Ratsherr in Kindelbrück im Kreis Weißensee war. Sein Sohn Hieronymus von Klinggraeff (* um 1575; † 1637) war von 1610 bis 1616 Amtmann zu Destedt bei Braunschweig, dann zu Vienenburg und Westerburg im Stift Halberstadt. Vermählt war er mit Johanne von Dannenberg. Sohn Joachim von Klinggräff (* 1609; † 1680) war Amtmann zu Kletzke bei Plattenburg in der Prignitz. 1653 kaufte er die Herrschaft Kletzke sowie die benachbarten Güter Schrepkow, Werzin und Lindenberg. Seine Söhne Dietrich, Elias, Joachim und Werner Friedrich von Klinggräff, erhielten 1715 die Reichsadelserneuerung bzw. 1721 die Reichsadelsbestätigung von Kaiser Karl VI. unter Beibehaltung des ererbten Wappens. Elias von Klinggräff († 1717), königlich britischer und kurfürstlich braunschweig-lüneburgischer Gesandter im Haag, sowie Dietrich und Werner Friedrich von Klinggräff, hatten Güter in Mecklenburg erworben. 1751 erfolgte die preußische Adelsanerkennung für die Söhne Dietrichs, den preußischen Geheimen Kriegsrat und Akzisedirektor in Berlin, Johann Samuel von Klinggräff († 1785), und den Archivar in Königsberg, Elias Dietrich von Klinggräff. 1804 wurden der dänische Etatsrat und mecklenburgische Landrat, Christian Ludwig Karl von Klinggräff († 1808), auf Chemnitz und Pinnow, und seine Neffen und späteren Erben, Major Bernhard Heinrich von Klinggräff, auf Bialochowo in Westpreußen, und Carl Wilhelm von Klinggräff, auf Schollendorf in Niederschlesien, in die mecklenburgische Ritterschaft aufgenommen. Die Familie blieb bis 1945 in Mecklenburg ansässig.

### Standeserhebungen
- Reichsadelserneuerung am 20. September 1715 und Reichsadelsbestätigung am 6. Oktober 1721, im Königreich Preußen bestätigt und erneuert durch Diplom vom 13. November 1751

### Meyer von Klinggräff
Der preußische Major Bernhard Heinrich von Klinggräff (1751–1820) hatte in erster Ehe eine Frau von Sitthof, verwitwete Meyer geheiratet; er adoptierte ihre Kinder Carl Heinrich, Caroline Christine, (verehelichte von Gordon), Carl Ludwig und Elisabeth Sophie Henriette, die daraufhin mit Diplom vom 23. April 1803 unter dem Namen Meyer von Klinggraeff und mit dem Klinggräffschen Wappen in den preußischen Adelsstand erhoben wurden.

### Besitzungen

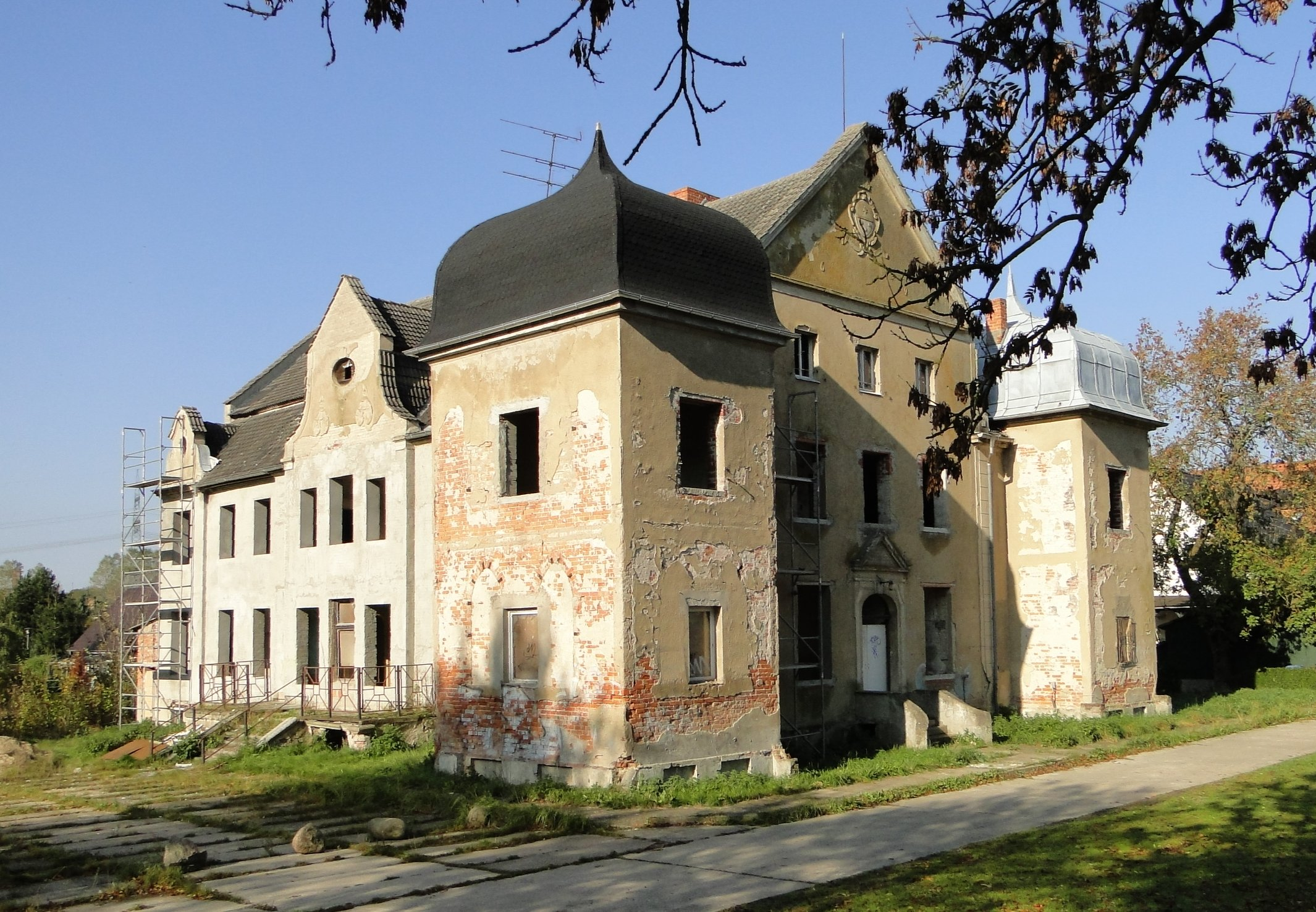
Gutshaus Chemnitz 2010

- Kletzke, Landkreis Prignitz in Brandenburg, heute Ortsteil von Plattenburg, seit 1653 bis 1719
- Schrepkau, (Schrepkow, heute Ortsteil von Gumtow) 1653 bis Anfang des 19. Jahrhunderts
- Lindenberg und Werzin (heute Ortsteil von Plattenburg), Nachbargüter von Kletzke und Schrepkow, seit 1653 bis zum Anfang des 19. Jahrhunderts
- Chemnitz (Mecklenburg), heute Ortsteil von Blankenhof, 1700–1945
- Pinnow, heute Ortsteil von Breesen, 1700–1945
- Leisten bei Plau, 1719 bis ca. 1790/1795
- Barchentin, Krase, halb Bredenfelde (sämtlich Kunkellehen), ca. 1730 bis 1803
- Groß Varchow, 1753–1803
- Varchentin, 1760–1809
- Schollendorf, Landkreis Groß Wartenberg in Niederschlesien, heute Ortsteil von Syców, 1769 bis 1847
- Nieder Stradam in Niederschlesien, 1769 bis 1810
- Kuhla bei Himmelpforten in Niedersachsen, 1709 bis 1727
- eines der Rittergüter zu Mandelsloh in Niedersachsen
- Paläschen, Landkreis Stuhm, Provinz Westpreußen
- Groß Bialochowo, Westpreußen[2]

## Wappen

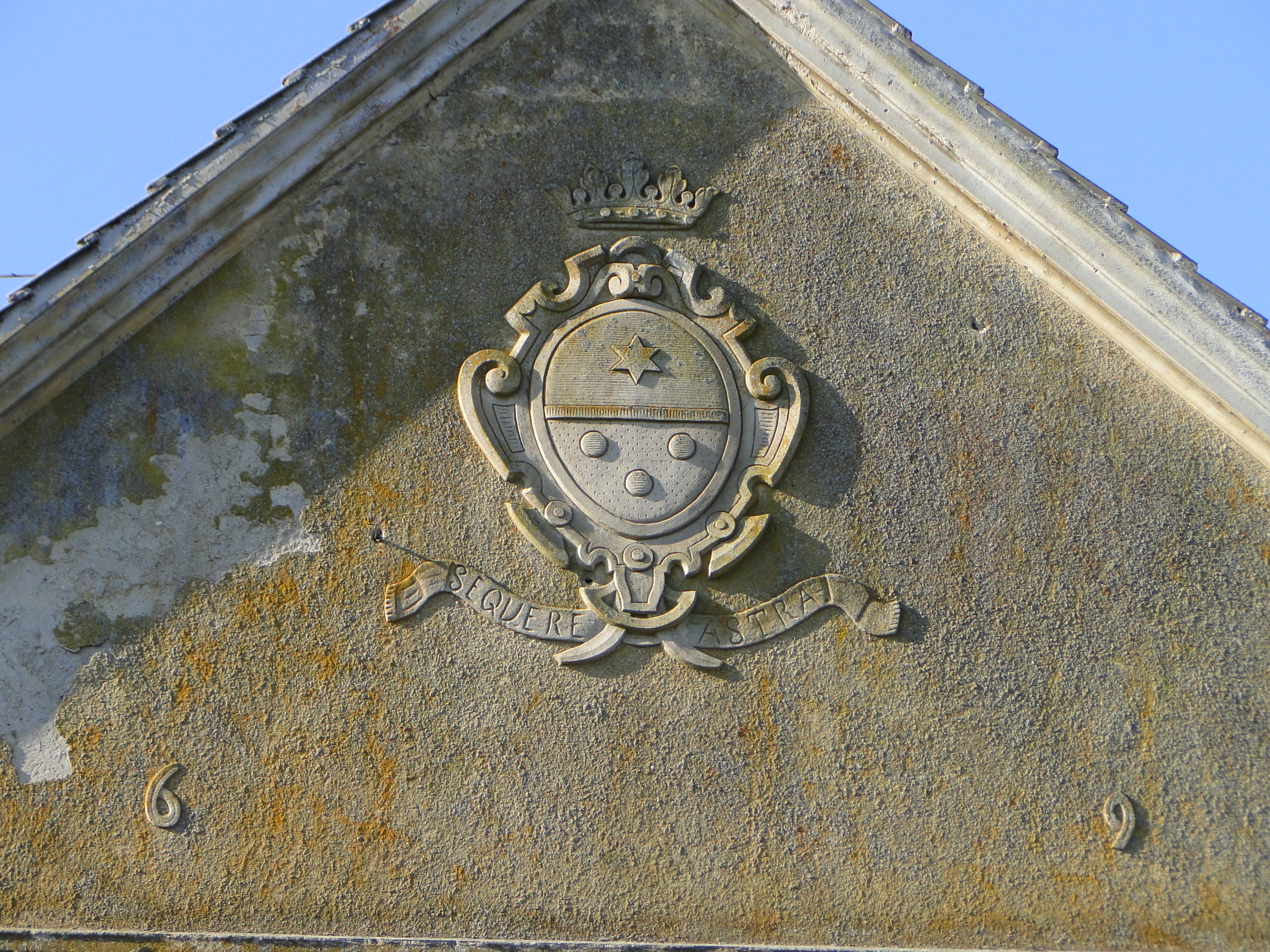
Wappen am Gutshaus in Chemnitz

Durch einen roten Balken geteilt; oben in Blau ein goldener Stern, unten in Gold drei (2,1) blaue Kugeln. Auf dem Helm mit rechts rot-goldenen, links blau-goldenen Decken ein goldener Stern zwischen zwei Büffelhörnern, das rechte von Gold und Blau, das linke von Rot und Gold geteilt. Der Lateinische Wahlspruch des Geschlechts lautet SEQUERE ASTRA, Folge den Sternen.

## Namhafte Vertreter
- Joachim Wilhelm von Klinggräff(en) (1692–1757), Diplomat[3]
- Karl Julius Meyer von Klinggräff (1809–1879), Arzt und Botaniker[4]
- Hugo Erich Meyer von Klinggräff (1820–1902), Botaniker, Bryologe
- Friedrich von Klinggräff (1825–1887), mecklenburgischer Gutsbesitzer und Parlamentarier, Initiator des Kösener Senioren-Convents-Verbands
- Konrad von Klinggräff (1867–1936), mecklenburgischer Gutsbesitzer und Kammerherr, Autor